# Cottle County
Cottle County je okres ve státě Texas v USA. K roku 2010 zde žilo 1 505 obyvatel. Správním městem okresu je Paducah. Celková rozloha okresu činí 2 336 km².